# Estadi de Korhogo
L'Estadi de Amadou Gon Coulibaly és un estadi esportiu de la ciutat de Korhogo, a Costa d'Ivori. Té el nomd'Amadou Gon Coulibaly que va ser primer ministre del país de 2017 a 2020.
Té una capacitat per a 20.000 espectadors. Va ser construït des del setembre de 2018, per la firma xinesa China National Building Material Group Corporation. Va ser estrenat el 4 de novembre de 2023. Va ser seu de la Copa d'Àfrica de Nacions del 2023 que de fet es va organitzar el gener i febrer de 2024.